# Joop Kolkman
Joseph Willem (Joop) Kolkman (Den Haag, 1 december 1896 – Lublin, 8 februari 1944) was een Nederlandse journalist en diplomaat. Aan het begin van de Tweede Wereldoorlog was hij actief voor Nederlandse vluchtelingen in Perpignan.
Joop Kolkman werd geboren als zoon van Maximilien Joseph Caspar Marie Kolkman (1853-1924), destijds Tweede Kamerlid en later minister van Financiën.
Kolkman trouwde in 1934 met Elisabeth Fonkert. Het echtpaar woonde daarna in Parijs.
Voor de inval van de Duitsers werkte Joop Kolkman als journalist van De Rotterdamsche Courant en De Telegraaf in Parijs. Hij werkte mee aan de oprichting van Radio Vrij Nederland tot 10 juni 1940, de dag van de bezetting van Frankrijk. Van 20 juli tot november 1940 was Kolkman in Perpignan als waarnemend vice-consul bij het Nederlandse consulaat, dat toen werd opgeheven. Hij ontfermde zich over de Nederlandse Engelandvaarders en probeerde voor hen (meestal valse) reisdocumenten te krijgen (Frans uitreisvisum en Spaans inreisvisum). Op 2 januari 1941 kocht hij een huis in Le Soler, ten Zuiden van Perpignan. Hij onderhield nauwe contacten met het opvangcentrum voor Nederlandse vluchtelingen aldaar.
Tot eind 1942 was Kolkman directeur van het Office Néerlandais en stond in contact met de Belg Roger De Saule sinds deze in 1941 twee Nederlandse officieren naar Perpignan had gebracht: C.L. Kist en G.A. de Jong. Ook stimuleerde hij C.H. van Bemmel en W.C. Melius om weer naar De Saule te gaan en voor hem een opdracht in Nederland te volbrengen. Kolkman gaf hun 1000 Franse frank reisgeld mee.
Ondanks de tegenwerking van de Franse Vichy-gezinde ambtenaren heeft Kolkman veel Engelandvaarders geholpen. Hij zocht onder meer passeurs die hen door de Pyreneeën konden leiden. In januari 1943 besloot hij zelf ook te vluchten, maar net voor zijn vertrek werden hij en zijn vrouw gearresteerd. Zijn vrouw werd na een half jaar vrijgelaten maar Kolkman overleed tijdens een ziekentransport vanuit concentratiekamp Dora.
Mede op grond van onderzoek door Sierk Plantinga werd bij Yad Vashem de onderscheiding Rechtvaardige onder de Volkeren voor Kolkman aangevraagd. Deze werd hem op 17 februari 2014 postuum toegekend.

## Onderscheidingen
- Médaille de la Résistance (decreet 31 maart 1947)
- Croix de Guerre met palm (16 april 1948)
- Onderscheiding Rechtvaardige onder de Volkeren, Yad Vashem (17 februari 2014)

Luitenant Kolkman wordt herdacht op de herdenkingsplaquette bij de ingang van het ministerie van Buitenlandse Zaken.
- Gemeinsame Normdatei: 121222446
- International Standard Name Identifier: 0000 0000 1264 2765
- Nederlandse Thesaurus van Auteursnamen: 273432907
- Virtual International Authority File: 67317218